# Likvidacija
Likvidacija, smaknuće ili pogubljenje, ciljano je ubojstvo jedne ili više osoba. Mogu biti počinjene iz ideoloških, političkih, kaznenopravnih (izvršenje smrtne presude), vojnih (ratni zločini) ili kriminalnih razloga što je čest slučaj u organiziranomu kriminalu kod mafijaških obitelji (ubojstva mafijaških kumova), dok se likvidacija neke javne, poglavito političke osobe, naziva atentatom.
Pojam likvidiranje također se koristi kao eufemizam za od vlasti provodeno ubijanje političkih protivnika, disidenata ili neprijatelja kao što su radili UDBA u Jugoslaviji, Stasi u Istočnoj Njemačkoj, Gestapo u Trećem Reichu, Securitate u Narodnoj Republici Rumunjskoj i KGB u Sovjtskom Savezu.
Masovne likvidacije su se dogodile tijekom i nakon raznih revolucija. 

## Vanjske poveznice
- "In Israel, a Divisive Struggle Over Targeted Killing", Washington Post, 27. August 2006.
- "The Logic of Israel's Targeted Killing  Arhivirana inačica izvorne stranice od 9. listopada 2008. (Wayback Machine)", Middle East Quarterly, Winter 2003.